# Hermannia boraginiflora
Hermannia boraginiflora är en malvaväxtart som beskrevs av William Jackson Hooker. Hermannia boraginiflora ingår i släktet Hermannia och familjen malvaväxter. Inga underarter finns listade i Catalogue of Life.